# Стоа, Райан
Ра́йан Джеймс Сто́а (англ. Ryan James Stoa; род. 13 апреля 1987, Блумингтон, Миннесота) — американский хоккеист, левый нападающий клуба «Нюрнберг Айс Тайгерс».

## Игровая карьера

### Любительский уровень
Стоа играл в хоккей за свою школу (Старшая школа Блумингтон Кеннеди), где в сезоне 2002—2003 заработал статус одного из лучших игроков конференции. В результате он был выбран для участия в Национальной подготовительной программе США, в рамках которой играл за юниорские сборные с 2003 по 2005 годы. В 2005 году принимал участие в Чемпионате мира по хоккею среди юниорских команд.
Стоа был задрафтован во 2-м раунде Драфта 2005 под номером 34 командой «Колорадо Эвеланш».
Карьеру Стоа продолжил в Университете Миннесоты. В первом сезоне Стоа заработал 25 результативных баллов, уступив только Филу Кесселу.
По ходу второго сезона Стоа попал на молодёжный чемпионат мира 2007, где со сборной США занял 3-е место.
Третий сезон в колледже он почти целиком пропустил по причине тяжелой травмы колена. После возвращения он стал капитаном и набрал 46 баллов в 36 играх и был признан самым ценным игроком команды. Также он попал в символическую сборную конференции, по версии ассоциации американских тренеров.
27 марта 2009 года Стоа подписал контракт с Колорадо Эвеланш на два года.

### Профессиональная карьера
После предсезонных сборов Стоа был отправлен в Американскую хоккейную лигу, где играл за фарм-клуб «Лейк Эри Монстерз». Первый гол на профессиональном уровне он забил 13 октября 2009 года.
Дебют за «Колорадо» состоялся 13 декабря 2009 года в игре против «Калгари Флеймс». 22 января 2010 года Стоа набрал первый результативный балл НХЛ, поучаствовав в голевой атаке на ворота «Нэшвилл Предаторз». Травма помешала Стоа продолжить выступления в НХЛ.
Стоа завершил сезон в АХЛ, став лидером по заброшенным шайбам среди новичков (23 гола).
8 июля 2011 года Стоа продлил контракт с «Колорадо» ещё на один год.

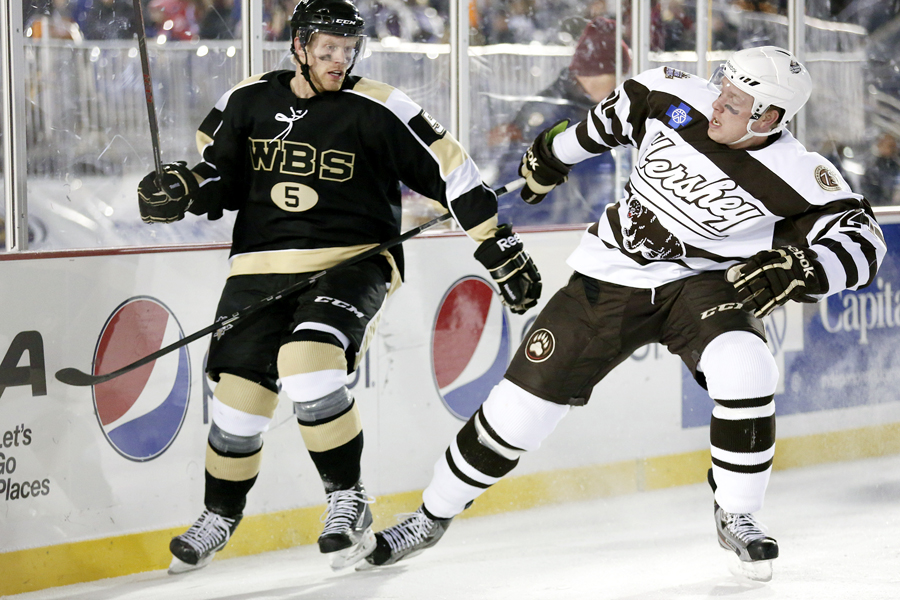
Стоа (справа) в составе «Херши Берас»

7 июля 2012 года Стоа подписал 1-летний контракт с «Вашингтон Кэпиталс». Тем не менее, сезон он провел снова в АХЛ, где выступал за фарм-клуб «Херши Беарс», набрав 19 очков в 46 играх.
15 апреля 2013 года Стоа продлил контракт с «Вашингтоном» на 1 год. Сезон он также провел в АХЛ, где набрал 40 очков в 67 играх. Вторую половину сезона он провел в НХЛ, куда вернулся через два года отсутствия. Тем не менее, за 3 игры он не набрал ни одного очка.
Стоа решил продолжить карьеру за пределами северной Америки и 15 июля 2014 года Стоа подписал контракт с клубом КХЛ «Металлург Новокузнецк». В свой дебютный сезон Стоа набрал 30 очков в 60 играх. 27 февраля 2015 года он продлил контракт ещё на один год.
Во второй сезон в КХЛ Стоа сыграл за Металлург 33 игры, в которых забил 15 голов, после чего был продан в «Нефтехимик».
10 мая 2016 года Райан подписал контракт с московским «Спартаком». В первой же игре Стоа забросил первую шайбу за команду, которая также стала первой шайбой «Спартака» в сезоне, но не спасла от поражения. Набрав 30 очков в 57 матчах сезона 2017/2018, в мае 2018 года Стоа перешёл в челябинский Трактор.
15 июля 2019 года подписал однолетний контракт с клубом «Эребру» из Швеции.

## Карьера за сборную США
Стоа принял участие в юниорском чемпионате мира 2005, где набрал 3 балла за результативные передачи в 6 играх, став победителем турнира.
В 2007 году Стоа сыграл на молодёжном чемпионате мира, где набрал 2 очка за 7 игр, заработав в составе США бронзовые медали.
В 2018 году принял участие в пяти матчах на XXIII зимних Олимпийских играх в южнокорейском Пхёнчхане.

## Статистика

### Клубная карьера
| 2003—2004  | Юниорская сборная США   | NAHL       | 60 | 19 | 20 | 39 | 26 | 7 | 7 | 1 | 8 | 2 |
| 2004—2005  | Юниорская сборная США   | NAHL       | 38 | 14 | 24 | 38 | 36 | — | — | — | — | — |
| 2005—2006  | Миннесота Голден Гоферз | WCHA       | 41 | 10 | 15 | 25 | 43 | — | — | — | — | — |
| 2006—2007  | Миннесота Голден Гоферз | WCHA       | 41 | 12 | 12 | 24 | 44 | — | — | — | — | — |
| 2007—2008  | Миннесота Голден Гоферз | WCHA       | 2  | 1  | 1  | 2  | 2  | — | — | — | — | — |
| 2008—2009  | Миннесота Голден Гоферз | WCHA       | 36 | 24 | 22 | 46 | 76 | — | — | — | — | — |
| 2009—2010  | Лейк Эри Монстерз       | AHL        | 54 | 23 | 17 | 40 | 42 | — | — | — | — | — |
| 2009—2010  | Колорадо Эвеланш        | НХЛ        | 12 | 2  | 1  | 3  | 0  | 1 | 0 | 0 | 0 | 2 |
| 2010—2011  | Лейк Эри Монстерз       | AHL        | 48 | 16 | 17 | 33 | 55 | 7 | 1 | 0 | 1 | 4 |
| 2010—2011  | Колорадо Эвеланш        | НХЛ        | 25 | 2  | 2  | 4  | 20 | — | — | — | — | — |
| 2011—2012  | Лейк Эри Монстерз       | AHL        | 75 | 16 | 20 | 36 | 65 | — | — | — | — | — |
| 2012—2013  | Херши Беарс             | AHL        | 46 | 11 | 8  | 19 | 43 | 4 | 1 | 0 | 1 | 0 |
| 2013—2014  | Херши Беарс             | AHL        | 67 | 16 | 24 | 40 | 51 | — | — | — | — | — |
| 2013—2014  | Вашингтон Кэпиталс      | НХЛ        | 3  | 0  | 0  | 0  | 0  | — | — | — | — | — |
| 2014—2015  | Металлург Новокузнецк   | КХЛ        | 60 | 15 | 15 | 30 | 40 | — | — | — | — | — |
| 2015—2016  | Металлург Новокузнецк   | КХЛ        | 33 | 15 | 8  | 23 | 12 | — | — | — | — | — |
| 2015—2016  | Нефтехимик              | КХЛ        | 20 | 3  | 3  | 6  | 8  | 2 | — | 1 | 1 | — |
| 2016—2017  | Спартак                 | КХЛ        | 57 | 22 | 14 | 36 | 60 | — | — | — | — | — |
| 2017—2018  | Спартак                 | КХЛ        | 53 | 15 | 15 | 30 | 36 | 4 | — | — | — | — |
| 2018—2019  | Трактор                 | КХЛ        | —  | —  | —  | —  | —  | — | — | — | — | — |
| НХЛ, всего | НХЛ, всего              | НХЛ, всего | 40 | 4  | 3  | 7  | 20 | 1 | 0 | 0 | 0 | 2 |

### Карьера в сборных
| Год                       | Команда                   | Турнир                    | Результат                 |    | И | Г | П | О  | Штр |
| ------------------------- | ------------------------- | ------------------------- | ------------------------- | -- | - | - | - | -- | --- |
| 2005                      | США                       | ЮЧМ                       | 1                         | 6  | 0 | 3 | 3 | 2  |     |
| 2007                      | США                       | МЧМ                       | 3                         | 7  | 1 | 1 | 2 | 8  |     |
| 2018                      | США                       | ОИ                        | ¼ финала                  | 5  | 0 | 0 | 0 | 0  |     |
| Всего на юниорском уровне | Всего на юниорском уровне | Всего на юниорском уровне | Всего на юниорском уровне | 13 | 1 | 4 | 5 | 10 |     |